# Stazione di Signa
La stazione di Signa è una stazione facente parte della Ferrovia Leopolda.

## Strutture ed impianti
È dotata di due binari passanti, con banchina centrale completa di un'ampia pensilina. L'accesso ai binari avviene mediante sottopassaggio con una rampa di scale ed un ascensore; lo stesso sottopasso è collegato mediante rampe alla viabilità sui due lati della stazione.
La stazione dispone di un fabbricato viaggiatori al cui piano terra sono posti l'ufficio di informazioni turistiche del comune di Signa e la biglietteria, quest'ultima con operatore solo in alcuni orari del giorno.
La stazione è del tipo non presenziato e le informazioni sia visive mediante monitor che sonore sono automatizzate.
Il traffico ferroviario è esclusivamente regionale, ed è costituito da treni che vanno a Firenze SMN e Firenze Castello dal binario 1 e Livorno, Pisa, Siena, Pontremoli, Empoli, Viareggio ed altri dal binario 2.
Nella stazione era presente un terzo binario (ex binario 1) che ad oggi risulta dismesso. Era presente anche un piccolo scalo merci nella piazza vicina al fabbricato viaggiatori: anche questo oggi è dismesso.

## Vecchia stazione
L'attuale stazione venne attivata il 28 ottobre 1934 in sostituzione della vecchia stazione che era posta, rispetto all'attuale, a circa 300 metri di distanza in direzione Pisa. Insieme alla nuova stazione fu costruita l'antistante piazza Stazione collegata alla viabilità principale del paese con via Nuova Stazione.
L'edificio della vecchia stazione è ancora esistente ed adibito a residenza privata. Risulta ben riconoscibile guardando sulla destra dopo essere partiti dalla stazione di Signa in direzione Pisa.

## Museo di oggettistica ferroviaria "Galileo Nesti"

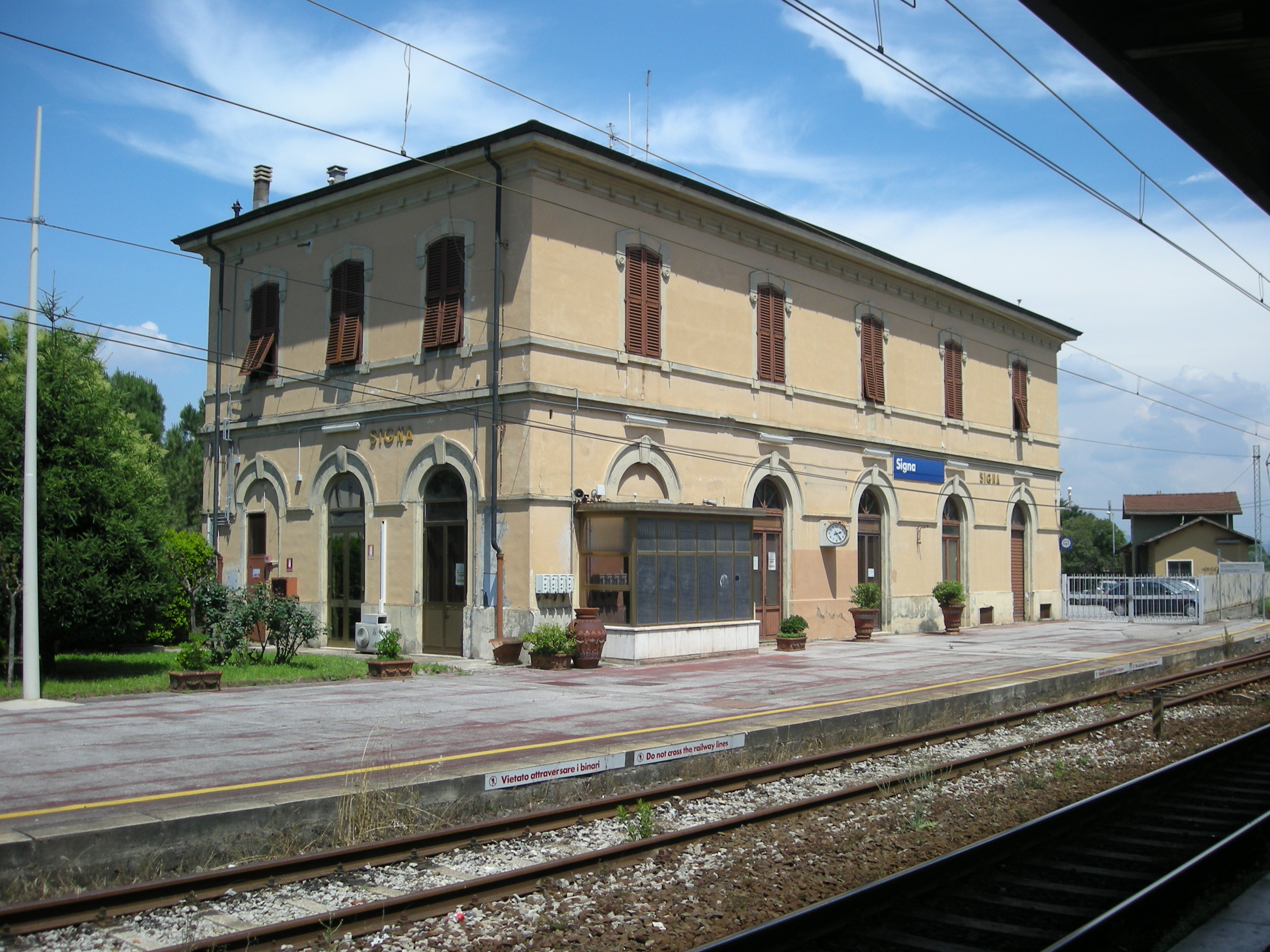
Il fabbricato viaggiatori

Al primo piano del fabbricato viaggiatori, in corrispondenza della banchina dell'ex binario 1, è presente il Museo di oggettistica ferroviaria "Galileo Nesti". Il museo raccoglie all'interno dei suoi due locali materiale proveniente dall'ex Museo di oggettistica ferroviaria di Porta al Prato ed altri oggetti, alcuni dei quali appartenuti a Galileo Nesti ultimo capostazione titolare di Signa, cui è intitolato il museo.
Gli orari di apertura del museo sono riportati sul sito del comune di Signa.

## Servizi
La stazione dispone di:
- Biglietteria self-service per treni regionali attiva 24/24 h[3].
- Accessibilità per portatori di handicap (marciapiede treni non rialzato)
- Sottopassaggio
- Ascensore
- Punto informazioni turistiche
- Distributori automatici di snack e bevande
- Parcheggio auto
- Parcheggio bici
- Fermata autolinee[3] urbane ed extraurbane (Autolinee Toscane e TPS[4])